# Urmylierung
Die Urmylierung (von englisch Ubiquitin-related modifier ‚Ubiquitin-artiger Modifikator‘) bezeichnet eine posttranslationale Modifikation von Proteinen, die – ähnlich wie bei der Ubiquitinylierung und der Sumoylierung – in manchen Eukaryoten (Hefen und Tieren) für weitere zelluläre Prozesse markiert werden.

## Eigenschaften
Bei der Urmylierung wird das abzubauende Protein durch die E1-Urm-Ligase Uba4 mit dem Protein Urm1 gekoppelt. Die Urm1-modifizierten Proteine sind z. B. Ahp1, Mocs3, Atpbd3 oder Ctu2. Im Gegensatz zu Ubiquitin wird Urm1 über seine Thiocarbonsäure an der C-terminalen Aminosäure Glycin gekoppelt.
Urm1 ist bei Hefen an der Knospung und beim oxidativen Stress beteiligt.